# Bad Pyrmonter

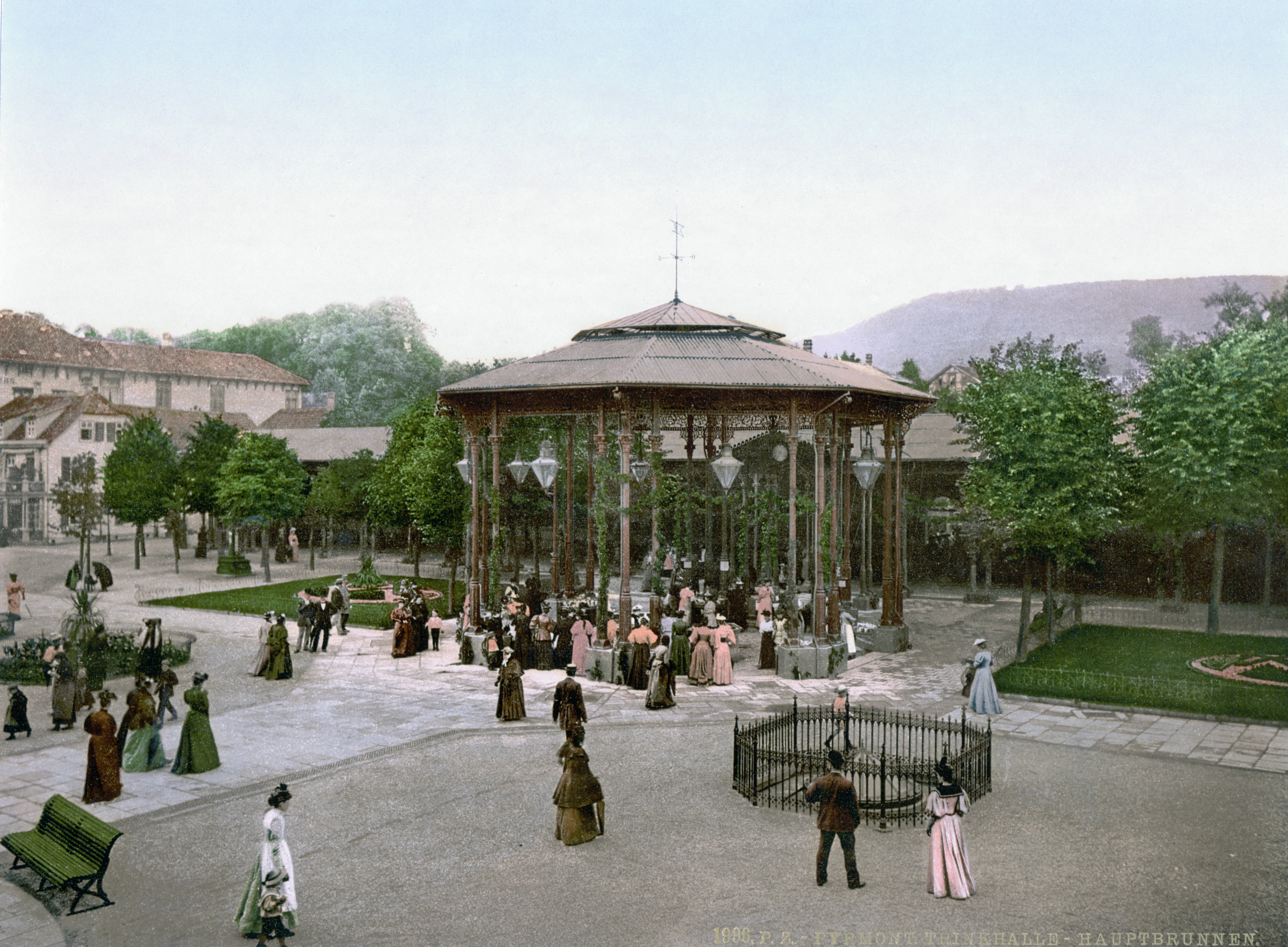
Heilquelle „Hyliger Born“ Bad Pyrmont um 1900

Die Bad Pyrmonter Mineral- und Heilquellen GmbH & Co. OHG ist ein deutsches mittelständisches Unternehmen der Mineralwasser- und Getränkeindustrie aus Bad Pyrmont, Landkreis Hameln-Pyrmont in Niedersachsen.

## Geschichte
Das Unternehmen wurde 1899 als privat geführtes Familienunternehmen der Familie Vietmeyer gegründet und von dieser bis 1989 geführt. 1970 wurde das Unternehmen an seinen heutigen Standort verlegt. Zwischen 1986 und 1990 wurden vier weitere Brunnen gebohrt. 1989 wurde das Unternehmen von der Gerolsteiner-Gruppe übernommen. Seit 2001 ist Bad Pyrmonter eine Marke der Vilsa-Brunnen-Gruppe im Eigentum der Rodekohr-Familie. In Bad Pyrmont wurden mit Beginn des Kur- und Badebetriebs Wässer abgefüllt und bis in den süddeutschen Raum vertrieben.

## Allgemeines
Die Wasser von Bad Pyrmonter gehören zum Typ der Sulfat-Wässer (Katharinenquelle), die Quellen liegen teilweise auf nordrhein-westfälischem Gebiet der Stadt Lügde. Für den Schutz, insbesondere auch für die Heilquellen des Staatsbads Bad Pyrmont, bestehen zwischen den Kommunen und mit der Gebietskörperschaft des Kreises Lippe umfangreiche Vereinbarungen zum Wasserschutz im Einzugsgebiet der Quellen. Neben den für den normalen Verzehr produzierten natürlichen Mineralwässern bietet das Unternehmen ein spezielles Heilwasser an, das im Kurbetrieb des Staatsbads verwendet wird. Neben den traditionellen Glasmehrwegflaschen werden die Wässer in PET-Mehrwegflaschen abgefüllt und in Standardgebindegrößen bundesweit über den Großhandel vertrieben. Die Wässer von Bad Pyrmonter sind geschützt durch eine geographische Herkunftsbezeichnung und durch die Bedeutung des Staatsbades eine der bekanntesten Marken des deutschen Markts.

## Produkte
Die Produktlinie Mineralwasser wird gebildet durch die Sorten:
- Classic
- Medium
- Sanftperlig
- Naturell
- Gourmet[4]

Die Produktlinie Erfrischungsgetränke wird gebildet durch die Sorten in den Kategorien:
Heimische Schorlen
- Naturtrüber Apfel
- Apfel-Birne
- Apfel-Traube-Holunder

Premium Limonaden
- Zitrone
- Orange
- Blutorange

Isotonische Sportgetränke
- Fit Kick Zitrone-Grapefruit
- Fit Kick Blutorange

Weitere Erfrischungsgetränke:
- Bitter Lemon
- Ginger Breeze